# Conops brunneosericeus
Conops brunneosericeus är en tvåvingeart som beskrevs av Krober 1937. Conops brunneosericeus ingår i släktet Conops och familjen stekelflugor. Inga underarter finns listade i Catalogue of Life.